# Cerkev sv. Mihaela, Olševek
Cerkev sv. Mihaela na Olševku je rimskokatoliška cerkev, ki spada pod župnijo Šenčur.

## Zgodovina cerkve
Cerkev se v do sedaj znanih srednjeveških virih prvič omenja v listini iz leta 1333. Takrat je kosez Ditmav iz koroškega Greifenfelsa dobremu sv. Mihaelu na Olševku za večno luč kmetijo na Olševku, ki jo je obdeloval kmet Nikolaj. Dohodke od te kmetije je velesovska priornija morala letno dajati za nakup olja in drugo vzdrževanje te lučke. Že patron cerkve sv. Mihael nam priča, da je cerkev na Olševku stala že v 13. stoletju.
Duhovno službo na Olševku je ustanovil rojak Tomo Košnjek (Cokvarjev, 1709–1770), ki je v vasi (na svojem domu pri Cokvarju) bival že od leta 1753 kot prvi ekspozit. V oporoki je delež svojega premoženja zapustil vasi in cerkvi, ob ustanovitvi beneficiata leta 1770 pa je zahteval, naj se v cerkvi opravlja nedeljska jutranja maša in popoldanski krščanski nauk ob 14. uri. Vaščani pa naj bi farni duhovščini pomagali v stiskah.
Zaradi dotrajanosti so cerkev leta 1781 podrli in pričeli graditi novo, s privoljenjem velesovske prednice M. Agnete Plausin, naddiakona Inocenca Ignacija de Tauffrerja in šenčurskega župnika S. Kubida. Od stare prvotne cerkve so ohranili le zvonik. Dela, ki jih je vodil zidarski mojster Anton Lipuš iz Kranja, so bila končana v 10 letih. Cerkev je zidana v baročno klasicističnem slogu, po vzoru šenčurske župne cerkve in nekoliko spominja na rimski angelski grad v Rimu). Cerkev je dolga 20 m, v ladji široka 10 m, visoka 10 m. V prezbiteriju je visoka 9 m. V njej je prostora za 1000 ljudi. Tla so bila tlakovana s kamnitimi ploščicami. V cerkvi so postavili tri lesene oltarje v baročnem slogu. Znamenit je cerkveni veliki oltar, ki ga je leta 1982 izdelal kipar Valentin Šubic.
Leta 1789 se je olševska soseska zavzela in obnovila župnišče (prvega so začeli graditi leta 1765), poklonila mu je tudi pašnik za eno kravo in pripeljala drva. Leta 1802 je imela cerkev z zemljišči štiri koče, mlin, njivo, travnik in precej gozda.
V letih, ko je na Olševku služboval g. Franc Blaj (to je bilo od leta 1978 do 1991), je bila cerkev ponovno deležna temeljite obnove. Leta 1980 je bilo narejeno novo ostrešje, na novo prekrita cerkvena streha, stara pločevina je bila nadomeščena z bakreno, urejeni so bili novi bakreni žlebovi in odtočne cevi. Leta 1982 je bila v sprednjem delu cerkve urejena kanalizacija, narejene so bile nove cementne stopnice pred cerkvijo, izvedena je bila nova električna instalacija, prenovljen je bil križev pot in okrašen s pozlačenimi okviri. Leta 1983 je bil po načrtih Otona Jugovica docela prenovljen cerkveni kor, prenovljene so bile tudi orgle. Leta 1985 so bila vzidana nova macesnova okna z belgijskim steklom, v katerem so vrezani motivi pšeničnih klasov. Leta 1985 je bil narejen tudi nov marmorni tlak v cerkvi in zvoniku, montirana sta bila mali in veliki lestenec. V letu 1986 so bile prenovljene tri večne lučke v prezbiteriju in elektrificirani so bili zvonovi. V letih 1990 in 1991 so bili prenovljeni vsi trije oltarji in zunanji fasadni omet cerkve.

## Arhitektura cerkve

### Zunanjščina
Tloris cerkve tvori pravokotna ladja, ki se proti vzhodu podaljšuje v nekoliko dvignjen, a manjši pravokotni prezbiterij. Ladja ima vogale zaobljene, v prezbiteriju pa so prirezani. Simetrično se na obeh straneh prezbiterija osrednji prostor podaljša v stranska prostora. Na severni strani stoji, poševno na smer cerkve, kvadratni zvonik, na južni strani pa je priključena zakristija.
Zunanjščina cerkve je skromno razčlenjena. Nekoliko je popestrena na zaokroženih in prirezanih vogalih, ki so omejeni z lizenami. Stene so razgibane tudi s pravokotnimi vrati in zaokroženimi odprtinami za okna. Nad glavnim portalom je niša, v kateri je lesen kip cerkvenega patrona sv. Mihaela. Zidovi prehajajo preko zaobljenega okroglo-ločnega friza v streho iz opeke. Nad ladjo in prezbiterijem je skupno sleme. To je doseženo tako, da so stene prezbiterija ustrezno povišane. Zvonik, s štirimi velikimi zaokroženimi odprtinami za zvonove in s številčnicami, zaživi nad streho cerkve. Pokrit je s pločevinasto kapo, ki je brez čebule in se nad slepimi linami hitro zaključi. Omet cerkve je rumen, razen belih robov zvonika. Preprosti zunanji videz skriva pestreje opremljeno in razgibano notranjščino.

### Notranjščina
Višino ladje, ki je približno enaka širini, in nekoliko nižji prezbiterij, razpolavlja vodoravni venčni zidec. Ta je sestavljen iz dveh vzporednih stopničastih vencev. Venec spremlja ladjo in preko slavoločne stene preide v prezbiterij, zaključi pa se ob ograji pevskega kora. Zidec se nad marmoriranimi pilastri sunkovito lomi in jih tako močno poudarja. Nad vencem se v ladji in prezbiteriju bočita banjasta oboka.
Višino ladje na vzhodni strani znižuje pevski kor. Ta je pomolasto pomaknjen v ladjo in počiva na dveh baročnih stebrih. Na koru je omara za orgle, levo in desno od nje pa je prostor za pevce. Kor je osvetljen skozi polokroglo okno, ki na vzhodni fasadi služi kot niša lesenemu kipu zavetnika cerkve. Dohod na kor je po stopnicah, ki so skrite v zaokroženem delu debelega zidu. Stopnice so osvetljene skozi pravokotno okence.
V stranskih stenah ladje sta dva para oken. Spodnji par tvorita pravokotni okni, nad venčnim zidcem pa jima sledita polokrogli okni. V južni steni, med oknoma, so stranska vrata, na severni strani pa kip Marije v skalni votlini.
Prezbiterij, ki je s širokim slavolokom povezan z ladjo, je ožji in manjši od nje. Bočni steni sta predrti z dvojimi pravokotnimi vrati, ki vodijo v stranska prostora, nad južnimi vrati pa je pravokotna arkada. Na vsaki steni je še pravokotno in polokroglo okno. V prirezanih vogalih sta zaokroženi okni, na zadnji steni pa je okroglo okence, ki naj bi osvetljevalo ozadje niše v oltarju.
Zakristija ima v pritličju dvoje vrat in par oken. V nadstropju, kamor vodijo lesene stopnice, je troje oken in arkada, ki povezuje nadstropje s prezbiterijem. Stropa v zakristiji sta banjasta in razdeljena na obočne pole. V zakristiji je zanimiv kamen za blagoslovljeno vodo. Po ljudskem pripovedovanju so kamen (izklesan v obliki izvotljene človeške glave) prinesli z bližnjega griča (kjer naj bi nekoč stal poganski tempelj), vanj vklesali vdolbino za blagoslovljeno vodo ter ga vzidali v cerkev.
Kvadratni zvonik je grobo dodelan in slabo razsvetljen. Okna so majhna ali pa jih sploh ni. Skozi štiri nadstropja vodijo stopnice mimo urnega mehanizma do prostora s tremi zvonovi.

## Cerkvena oprema
Po stenah ladje in prezbiterija visi v slikarski tehniki olja na platnu 14 postaj Križevega pota iz leta 1871 (olje na platnu).
Nad stranskim vhodom v ladjo visi v isti slikarski tehniki slika Kristusa trpina (Imago Pietatis) iz leta 1854 (olje na platnu).
V zadnjem delu cerkvene ladje je tudi slika Marije zavetnice s plaščem - Vizjak pinx. 1867 (olje na platnu).
Za slavolokom stojita lesena kipa Marije in Jezusa (polihromirana), na južni strani pa leseno razpelo s polihromiranim korpusom.

### Glavni oltar
Starejši glavni oltar je leta 1840 postavil kranjski podobar Franz Goetzl. Ta oltar župnijska kronika omenja kot slabo delo, zato so ga leta 1892 nadomestili z novim velikim oltarjem, ki ga je izdelal Valentin Šubic iz Poljan. Oltarni nastavek sega do obočnih pol in se z arhitravom ujema z venčnim zidcem. V tlorisu je oltarni nastavek konveksen, ogrodje nosijo štirje korintski stebri, ki so marmorirani. V osrednji niši nad tabernakljem je kip sv. Mihaela , ob njem sta še dva angela, sv. Gabrijel in sv. Rafael, v stranskih nišah pa sta kipa sv. Petra in sv. Pavla. V atiki nad glavno nišo je kompozicija sv. Trojice, ki lebdi na oblakih, na robovih pa počivajo angelčki. Skrajno desno je kip sv. Lovrenca, skrajno levo pa kip sv. Štefana.
Oltar navidezno razširjata slikana okna v prirezanih vogalih prezbiterija. V oknu na severni strani je upodobljena Marija Brezmadežna, v južnem pa Dobri pastir. Glavna oltarna niša ima tudi sliko sv. Mihaela v boju z zmajem, iz leta 1891 (P.Šubic, olje na platnu), sliko Marije vnebovzete in postno sliko križevega pota.
Stranska oltarja, ki se tesno prilegata zaokroženima vogaloma med ladjo in slavoločno steno, je leta 1864 izdelal podobar Janez Janežič iz Zaloga pri Cerkljah. Oltarna nastavka sta si identična, nekaj razlike je v pozlačenem okrasju.

### Levi stranski oltar
Oltar na  evangelijski strani je posvečen Mariji kraljici. V osrednji oltarni niši je kip Marije kraljice z otrokom (100 cm). Levo od glavne niše je kip sv. Elizabete, desno pa kip sv. Katarine (obe 92 cm). V atiki je kip Ane Samotreje, na robovih počivata angela. Levo od Ane je kip sv. Lucije, desno pa kip sv. Neže. Za glavno oltarno nišo je P.Blaž po Murillu naslikal sliko Brezmadežne (olje na platnu).

### Desni stranski oltar
Oltar na  listni strani je posvečen sv. Valentinu. V glavni oltarni niši je kip Kristusa učitelja na lesenem podstavku, ki z desnico blagoslavlja, v levici pa drži knjigo. Levo od njega je kip sv. Valentina, ki ima v roki knjigo z napisom: Sv. Valentin prosi za nas. (renov. 1960 Ante Janežič). Desno je kip sv. Jožefa z otrokom. Vsi kipi so veliki 100 cm. V nadstropju oltarnega nastavka je levo kip sv. Kozma, desno pa sv. Damijana. V atiki je kip sv. Florjana. Vsi oltarni kipi so leseni, polihromirani in pozlačeni.

### Lurška kapelica - votlina
V njej je kip Lurške Marije Brezmadežne in sv. Bernardke. Narejen je najbrž leta 1904, izdelovalec kipov pa je neznan.